# Den förtrollade skogen
Den förtrollade skogen eller Inträngandet i den förtrollade skogen, var ett divertissement med karusell som Gustav III satte upp på Drottningholms slott i augusti och september 1785. Skådespelet hölls som en del i firandet av Gustaf Mauritz Armfelts bröllop med Hedvig Ulrika De la Gardie.

## Synopsis
Ämnet för skådespelet hämtade Gustav III från  Torquato Tassos verk Det befriade Jerusalem, där handlingen utspelade sig i en mystisk skog utanför Solyme (Jerusalem på äldre franska) under Korstågen.
De kristna hindrades att inta Jerusalem av trollkarlen Ismen, och flera hjältar hade försökt. Nu skulle tre nya hjältar försöka tränga in i skogen och jaga iväg trollkarlen. De tre hjältarna var; Syphax, konungen av det steniga Arabien som spelades av Gustav III, Guelph, de tyska riddarnas anförare spelad av hertig Karl samt Renaud, de franska riddarnas anförare, och slutligen trollkarlen Ismen. Samtliga hjältar och Ismen hade en egen kadrilj som bestod av fyra män.
De tre hjältarna, samt Ismen, stred även under egna färger; Syphax färg var blå, Renauds färg var rosa, Guelphs färg var halmgul och Ismens färg var svart.
Skogen vaktades av allehanda drakar, odjur och monster som man måste bekämpa för att vinna. Till detta kom ett flertal personer som spelade saracener, cirkasser, en indisk kung, en sultan, en persisk prins, en norsk prins, féer, kvinnliga krigare och prinsessor. Det totala antalet deltagare uppgick troligen till ca 300 personer.

## Skådespelet
Divertissementet pågick under flera dagar och hade flera tävlingsgrenar som gav deltagarna och lagen poäng såsom att man stred med lans, kastspjut, stridsyxa och pistol. Bland annat skulle griphuvuden spetsas och ormhuvuden slitas av. I dessa deltävlingar fanns domare som förde protokoll över poängen. Bland annat vet man att Syphax (Gustav III) i första omgången missade griphuvudet och ormen, men att han lyckades kapa både gorgonens och hydrans huvuden. I andra och tredje omgången tog han hem full pott.
Det var heller inte bara männen som deltog utan även hovets damer, som stred om att vinna sin älskades hjärta. Under spelets gång kunde man även erövra en förtrollad kokard som skyddade mot alla faror.
Miljön som detta utspelades i hade byggts i trädgården där rännarbanan låg söder om stilträdgården vid en av dess alléer. Här hade man i trä, segelduk och papier maché skapat ingången till den förtrollade skogen som bestod av murar, två torn och en stor port. Porten vaktades av lejon. Framför denna mur låg rännarbanan samt loger, tribuner och läktare för åskådarna som bestod av drottning Sofia Magdalena, hovets damer och herrar samt även besökare som kom från Stockholm.
Parkens boskéer och alléer föreställde skogen, och skådespelet utspelade sig på ett flertal platser under flera dagar. På kvällarna lystes platsen upp av lyktor och fyrverkerier, och i en av alléerna hade man uppfört en liten teatersal var väggar kläddes med dyrbara gobelänger som skänkts till Gustav III av Frankrikes kung Ludvig XV.
Dock drabbades skådespelet av ett flertal olyckor. Hertig Karl skadade knät vid en ridtävling, mässling bröt ut och vädret var inte på kungens sida. Regn förstörde bland annat första dagens tävlingar då ett slagregn tvingad kungen att avbryta och fyrverkerierna och festsalen med all mat blev förstörd. En annan dag kom regnet tillbaka att kungen ropade till alla Rädda sig den som kan varvid en viss panik utbröt och prinsessan Sofia Albertinas, som spelade fen Armida, vagn hamnade i sken varvid prinsessan ramlade ut, dock utan svårare skador.
De mest tragiska olyckan inträffade då den sjuttonårige ridpagen Ernst Christopher von Platen övade sig i pistol och råkade vådaskjutna sig själv, varvid lårpipan slets av vid höften; i två dagar låg han i smärtor innan han avled.

## Bilder

Rännarbanan under första dagen: Syphax och Guelf som täfla at med Kast Spiut nedslå hufwudet af en stor orm, av Martin Rudolf Heland 1785.
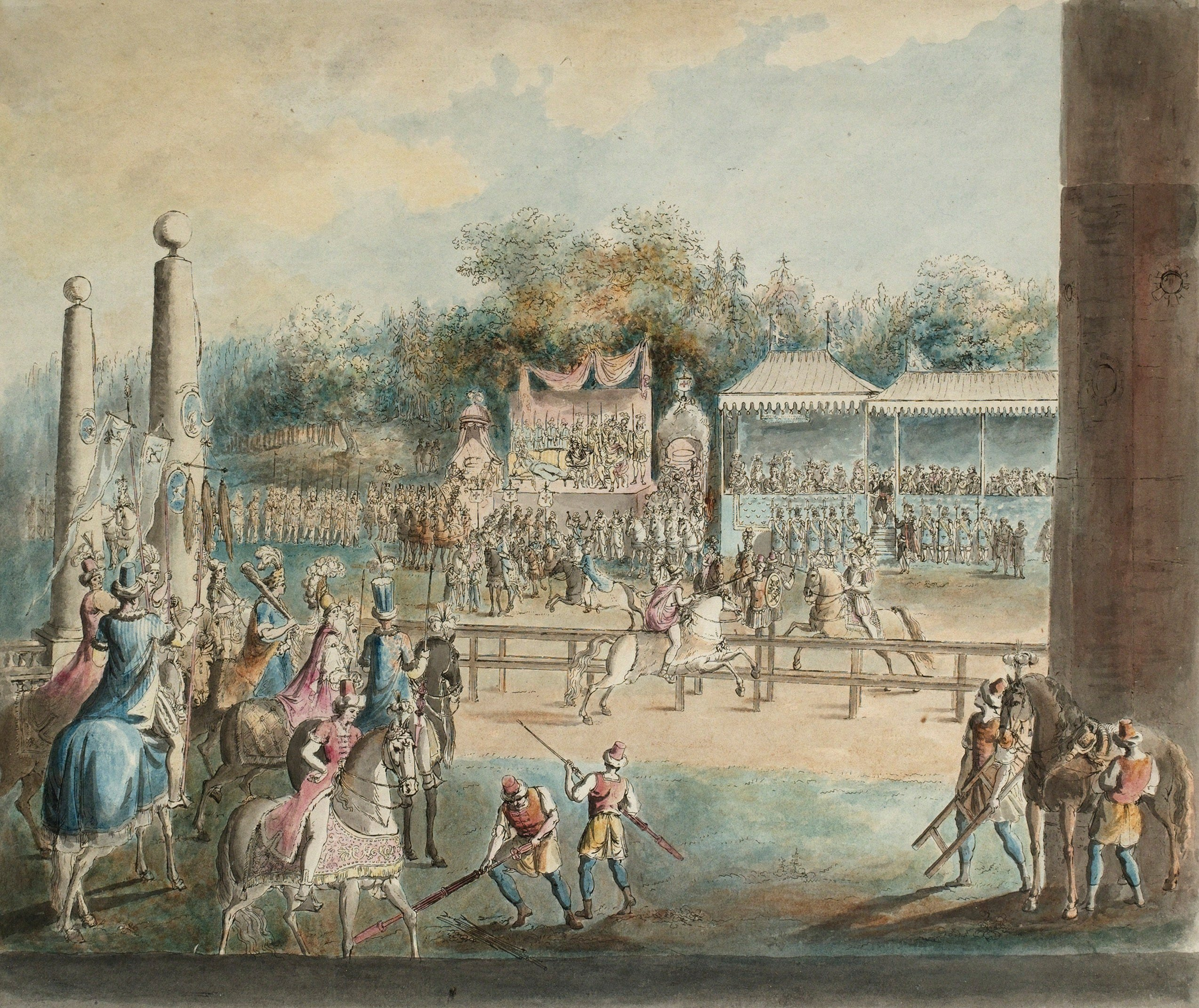
Rännarbanan sedd från den förtrollade skogens port, man ser från vänster domarnas, drottningens och hovets tribun, av Martin Rudolf Heland 1785.
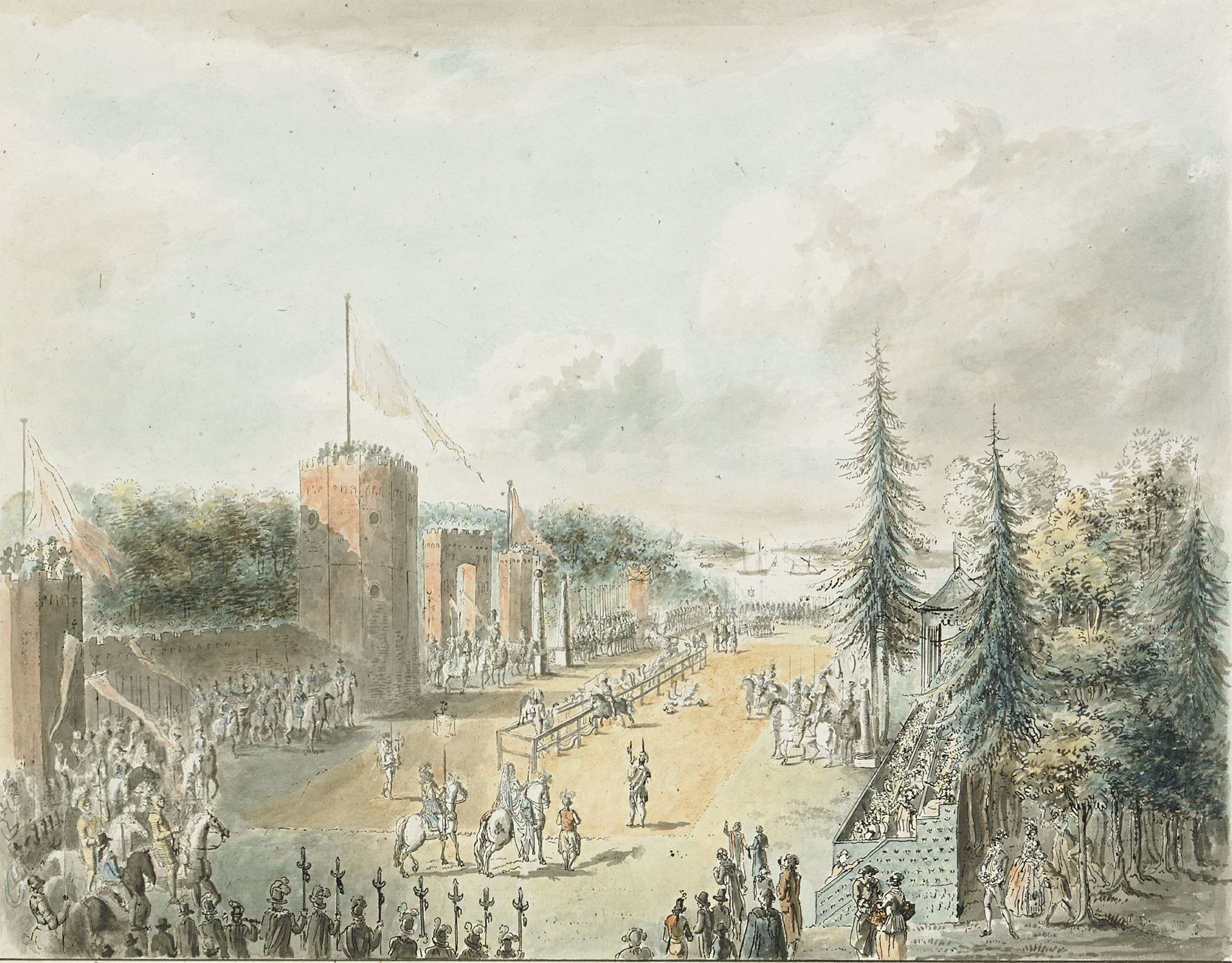
Rännarbanan med den förtrollade skogens torn och murar till vänster, med läktarna till höger. Av Martin Rudolf Heland 1785.
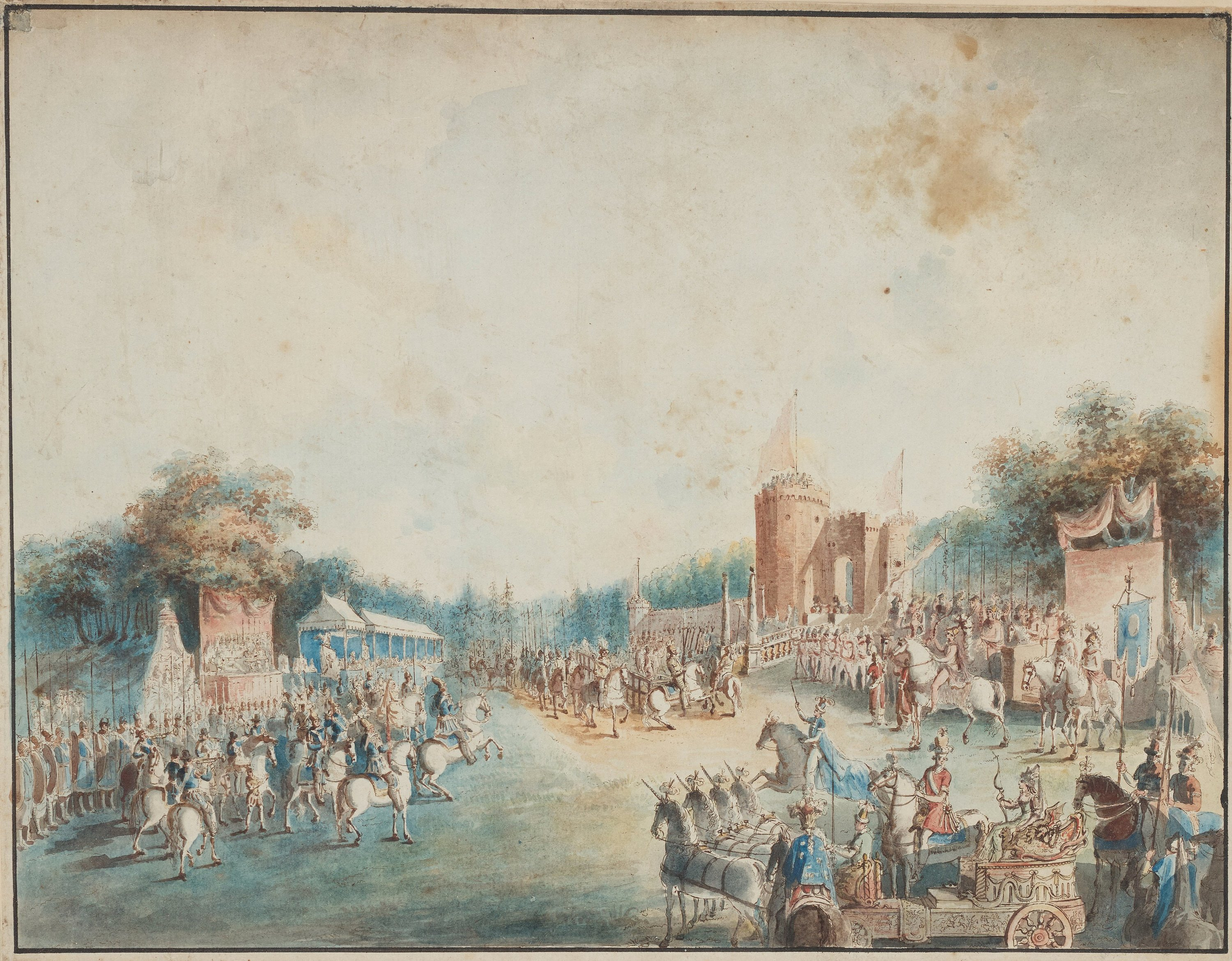
Rännarbanan under sista dagen med Sofia Albertinas vagn till höger, med läktare och den förtrollade skogens torn och port. Av Martin Rudolf Heland 1785.
Skiss av Louis Jean Desprez visandes rännarbanan med Sofia Albertinas vagn 1785.
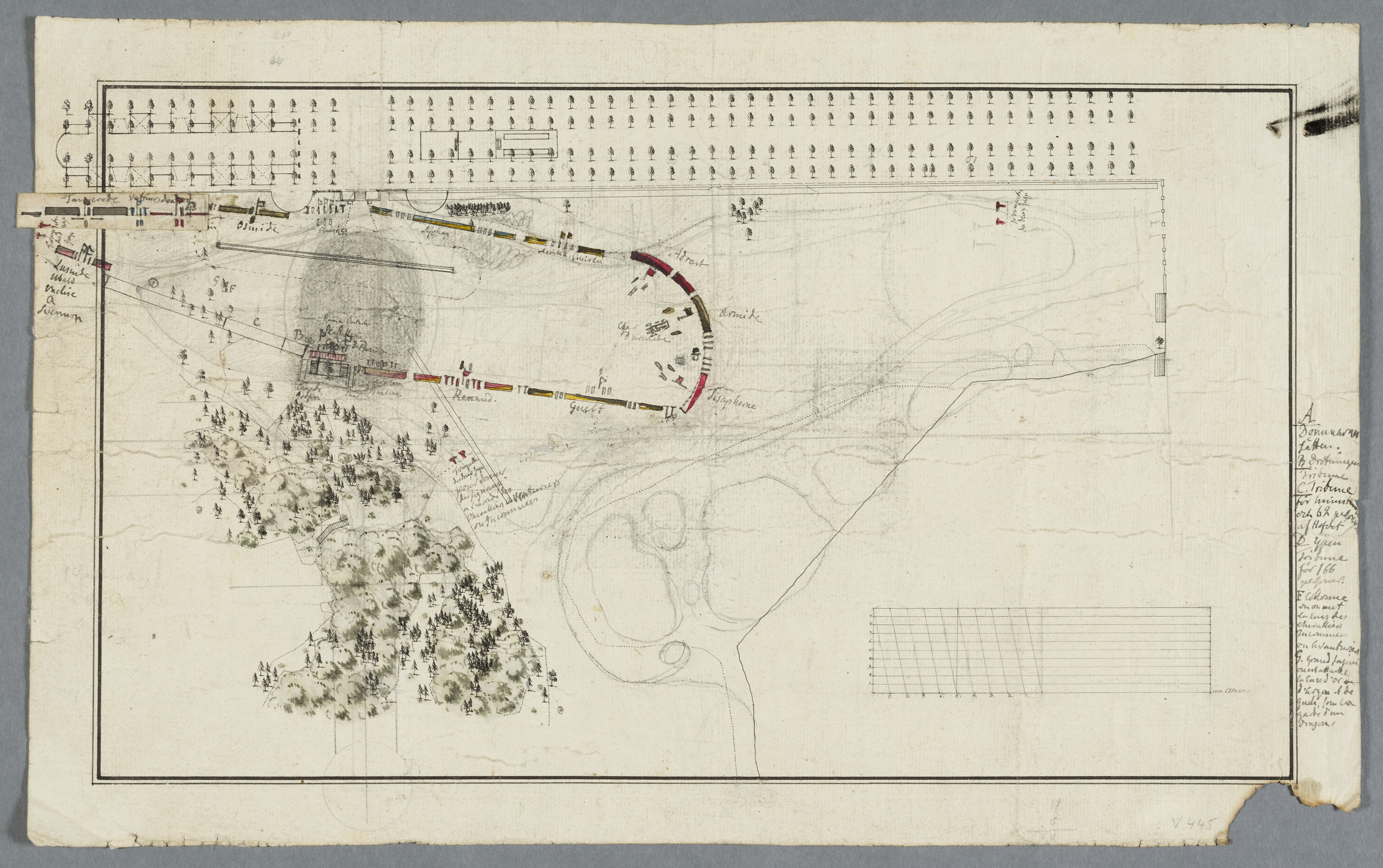
Rännarbanans utformning, med portar, murar och läktare. Ritning av Gustav III.
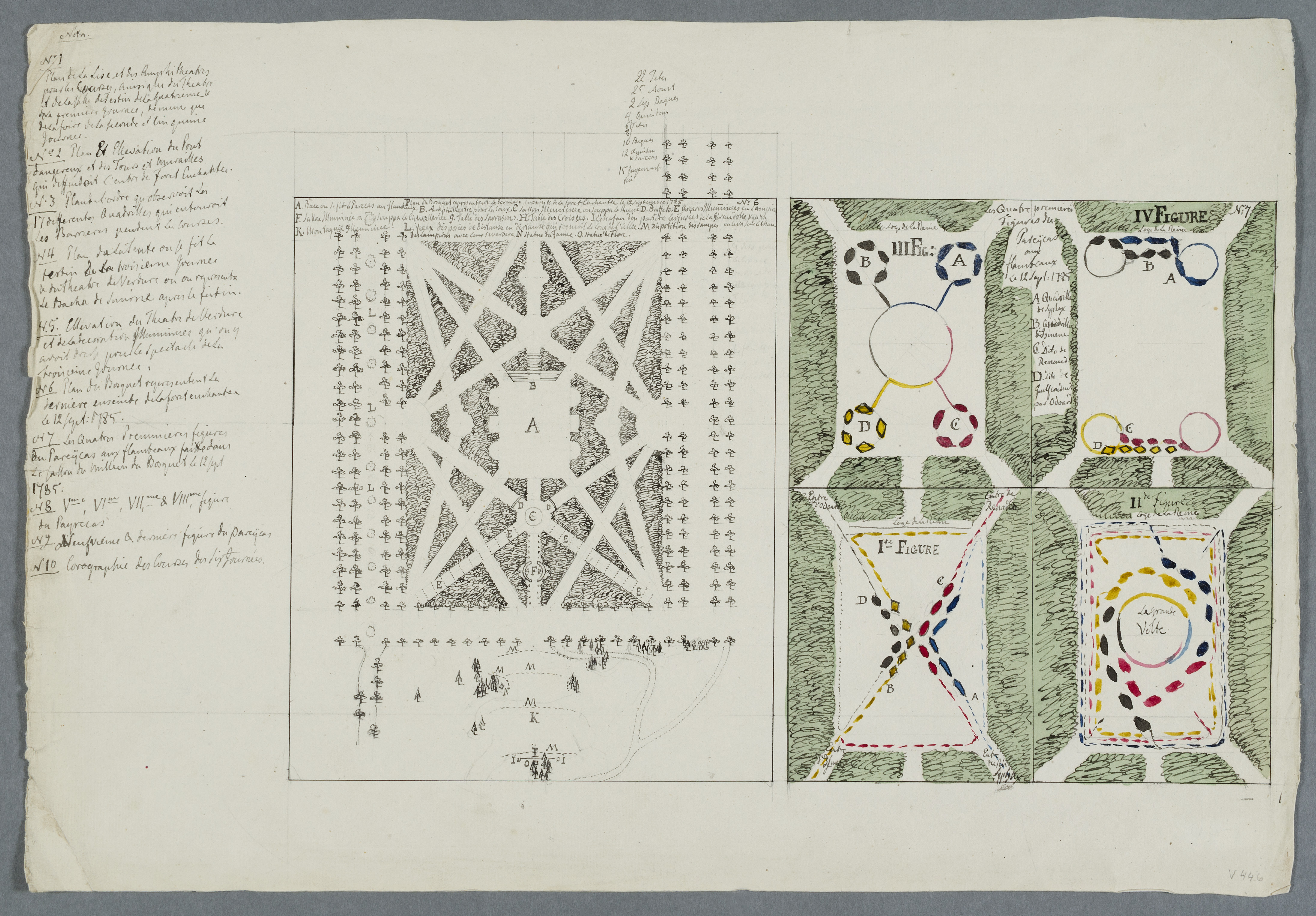
Plan för ridlekar samt salar och bufféer i parkens Stjärnboské, ritning av Gustav III.
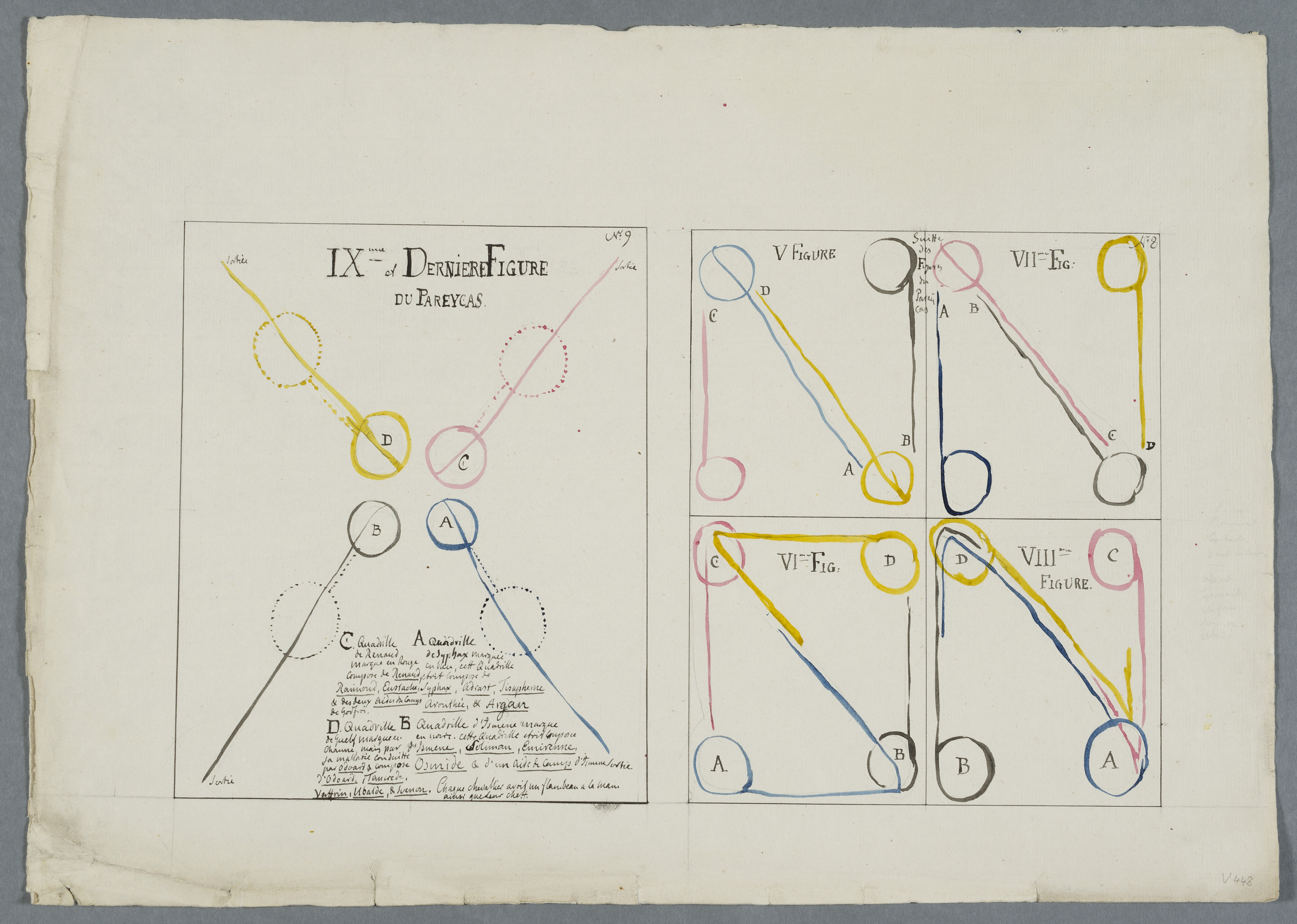
Plan för ridlek, av Gustav III.
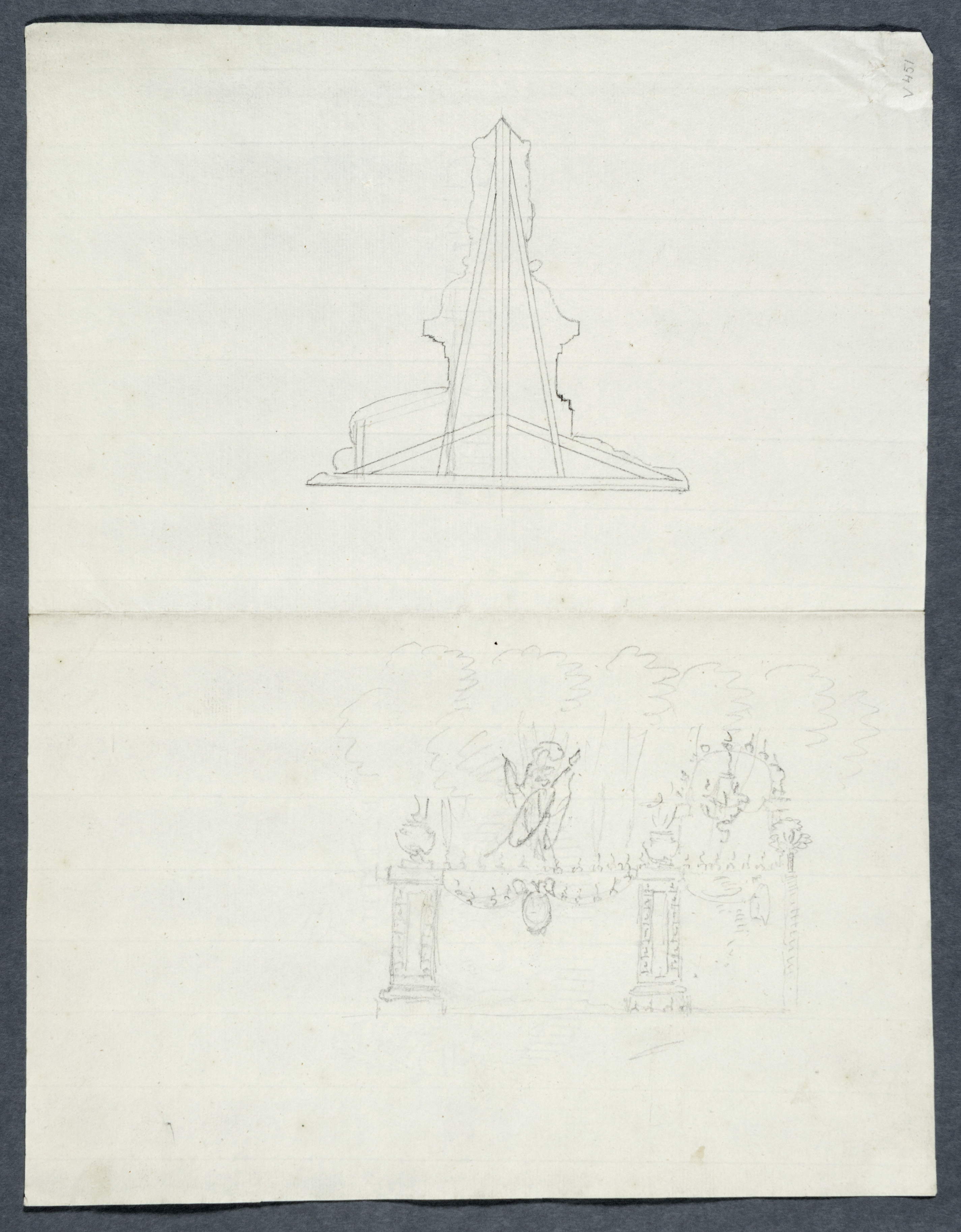
Ritning till dekor i parken, av Gustav III.
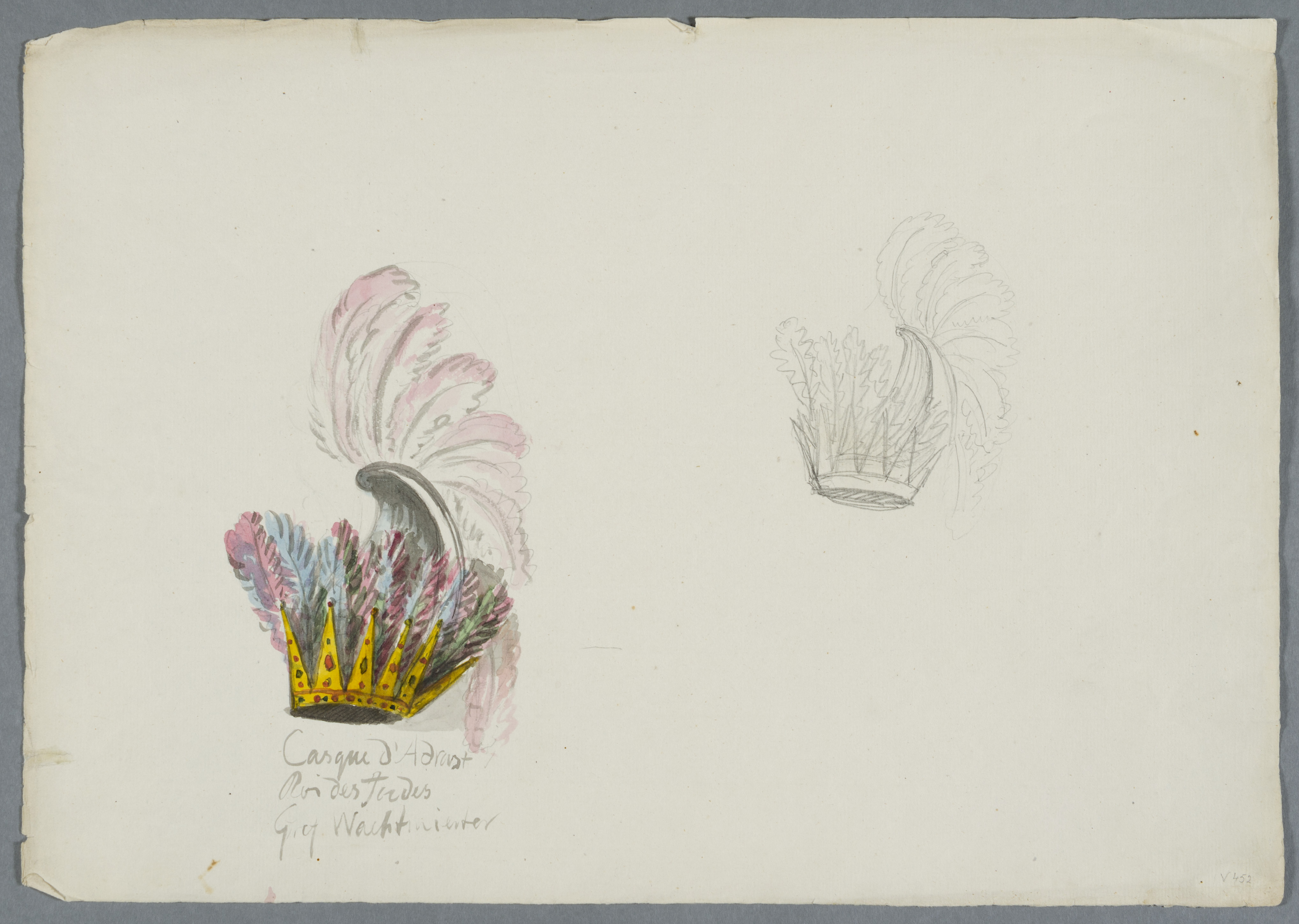
Ritning för kask av Gustav III för Adrast, Konung av Jordanien. Denne spelades av Gustaf Wachtmeister och ingick i Syphax (Gustav III:s) kadrilj.